# Saint-Victor-sur-Rhins
Saint-Victor-sur-Rhins é uma comuna francesa na região administrativa de Auvérnia-Ródano-Alpes, no departamento de Loire. Estende-se por uma área de 11,43 km². Em 2010 a comuna tinha 1 206 habitantes (densidade: 105,5 hab./km²).